# Kaća Čelan
Kaća Čelan (auch Kaca Celan; * 5. August 1956 in Ratkovo) ist eine in Los Angeles lebende Theaterwissenschaftlerin, Autorin und Regisseurin.

## Leben
Nach dem Gymnasium studierte Celan Theaterwissenschaften, Vergleichende Literatur und Schauspielkunst an der Philosophischen Fakultät der Universität Sarajevo. Sie bezeichnet sich als Schülerin Jewgeni Wachtangows.
In Deutschland leitete sie das Theater TAS und die Celan Theaterschule auf Schloss Burgau bei Düren.
Heute lebt Kaca Celan in Los Angeles.

## Arbeit
- 1984–1991: Leitung des Teatar Amfiteatar Sarajevo
- 1991–1992: Dozentin für Regie an der Akademie für Bühnenkunst in Sarajevo
- 1993: Stipendiatin des Heinrich-Böll-Hauses Langenbroich
- 1994: Beginn der Arbeit in Düren, die bis 2006 andauerte. Gründung des Theater TAS, Celan Theaterschule, Kindertheaterschule auf Schloss Burgau

## Auszeichnungen
- 1995: Dramatikerpreis der Theatergemeinde Deutschland für ihr Stück Heimatbuch
- 1996: Internationaler Literaturpreis Kristal Vilenice für den Gedichtband ICH UND DU
- 1997: Hauptpreis des Künstlerinnenpreises NRW in der Sparte Theaterliteratur[1]

## Werke

### Dramen
- Tod von Omer & Merima
- Die königliche Marine
- Königsmörder
- Heimatbuch
- Commedia Goldoniana
- Die letzte Geschichte
- Cechov
- Felix
- Cabaret International
- Der Struwwelpit und Co (mit Maria Fuß)
- Piccolo Fratello Francesco

### Hörspiel und Buch
- Woyzeck von Sarajevo (auch als Drama bearbeitet)
- Saubere Hände